# تپه کلک (۱)
تپه کلک (۱) مربوط به عصر آهن - دوره اشکانیان است و در شهرستان گرمی، بخش موران، دهستان اجارودشرقی، روستای دمیرچلی سفلی واقع شده و این اثر در تاریخ ۱۲ دی ۱۳۸۶ با شمارهٔ ثبت ۲۰۳۸۷ به‌عنوان یکی از آثار ملی ایران به ثبت رسیده است.